# Малахорна
Малахорна (словен. Malahorna) — поселення в общині Оплотниця, Подравський регіон‎, Словенія.